# Vazhapadi
Vazhapadi (ook wel Valapady of Valappadi genoemd) is een panchayatdorp in het district Salem van de Indiase staat Tamil Nadu. 

## Demografie
Volgens de Indiase volkstelling van 2001 wonen er 16.121 mensen in Vazhapadi, waarvan 50% mannelijk en 50% vrouwelijk is. De plaats heeft een alfabetiseringsgraad van 64%. 